# かのおが便利軒
『仙台市青葉区 かのおが便利軒』（せんだいしあおばく かのおがべんりけん）は、仙台放送で毎週土曜 18:30 - 19:00に放送されている、全力おたすけバラエティ番組である。通称「かのおが便利軒」。2018年9月16日放送開始。なお、開始当初は日曜13:25 - 13:55、12:55 - 13:25の放送であった。

## 概要
狩野英孝と尾形貴弘（パンサー）が、地元宮城県での好感度を上げるために、悩みや困ったことを全力で解決へ導いていくという、地元民とのふれあいを重視したバラエティ番組。番組名にもなっている「かのおが便利軒」という名前の会社を設立したという設定の元、依頼を受注し、解決していくことが番組全体のコンセプトとなっている。
2024年6月2日（日）16:00から、「全力おたすけバラエティ かのおが便利軒」として特番のスペシャル番組がフジテレビ系列全国26局ネットで放送された。2018年9月の放送開始以来、全国ネットで放送されるのは今回が初めて。「いまだかつてない過酷なロケ」と銘打ち、気仙沼で幻の食材・ツケネの捜索、福島のスパリゾートハワイアンズでファイヤーナイフダンスのPRという2大企画が実施されている。

## 出演
- 尾形貴弘 - 宮城県東松島市（旧鳴瀬町）出身。番組内の役職は社長。
- 狩野英孝 - 宮城県栗原市（旧栗駒町）出身。番組内の役職は副社長。
- 吉岡茉祐 - 宮城県仙台市を舞台にしたアニメ「Wake Up, Girls！」をきっかけに結成された声優ユニットのメンバー。   ナレーションを担当。記念回などでスタジオ収録を行う場合はアシスタントとして登場する時もある。

## コーナー紹介
- 依頼解決 - 番組のメイン企画。宮城県民の悩みや困り事を狩野と尾形が体を張ったり、アイデアを駆使して解決へ導いていく。
- かのおが便利麺 - 宮城県内の美味しいラーメンを感謝の気持ちで食べ歩く。
- かのおがオンステージ - イベントスペース「仙台縁日」で開催している、無料トークライブの模様を放送（依頼No.3～No.102）。
- かのおたのコーナー - 視聴者から寄せられたおたよりを読む（依頼No.103～）。

## 放送リスト

### 日曜時代

#### 2018年
| 話数 | 放送日          | 内容                                                   | 便利麺（※傑作選は割愛）   |
| ---- | --------------- | ------------------------------------------------------ | ------------------------- |
| 1    | 2018年 09月16日 | 「みやぎ超!!元気まつり2018」を漫才で盛り上げよう       | ―                         |
| 2    | 09月23日        | 仙台朝市で「かのおが便利軒」をPRしよう                 | 朝市ラーメン              |
| 3    | 09月30日        | SCA専門学校❶〜次世代スターの悩みを聞こう〜             | だし廊                    |
| 4    | 10月07日        | SCA専門学校❷〜次世代スターに麻婆焼きそばをふるまおう〜 | 中華そば一休              |
| 5    | 10月21日        | 宮城県農業高校❶〜ボクシング部のパンチを浴びよう〜      | 麺舞 杉のや               |
| 6    | 10月28日        | 宮城県農業高校❷〜子牛にミルクをあげよう〜              | ―                         |
| 7    | 11月04日        | 荒町商店街にある謎の店を探検しよう                     | らーめん なると家         |
| 8    | 11月18日        | 少年の足を速くしよう                                   | 麺匠 ぼんてん             |
| 9    | 11月25日        | 宮城新ブランド米「だて正夢」をPRしよう                 | ―                         |
| 10   | 12月02日        | 宮城県水産高校❶〜ヒラメを生け捕りしよう〜              | ヌードルショップ アラカワ |
| 11   | 12月09日        | 宮城県水産高校❷〜生け捕りしたヒラメを5枚におろそう〜   | ―                         |
| 12   | 12月16日        | 上京した娘に差し入れをしよう                           | 麺屋 熊胆                 |

#### 2019年
| 話数 | 放送日          | 内容                                                       | 便利麺（※傑作選は割愛）         |
| ---- | --------------- | ---------------------------------------------------------- | ------------------------------- |
| 13   | 2019年 01月06日 | 温泉施設に顔出しパネルをつくろう                           | 味よし 幸町店                   |
| 14   | 01月20日        | 客の高齢化に悩むフォーク酒場にヤングを集めよう             | ―                               |
| 15   | 02月3日         | 散らかりきった歯医者の院長室を改造しよう                   | 麺屋 丸宮                       |
| 16   | 02月10日        | 大学お笑いを指導しよう                                     | 味噌三礎                        |
| 17   | 02月17日        | タイムカプセルを発掘しよう                                 | ―                               |
| 18   | 02月24日        | モテない男子をプロデュースしよう                           | おり久                          |
| 19   | 03月03日        | 弱小サッカーチームを救おう                                 | 麺匠 一丞                       |
| 20   | 03月10日        | 「かのおが便利麺」傑作選&かのおがオンステージ未公開SP❶     | ―                               |
| 21   | 03月17日        | 「かのおが便利麺」傑作選&かのおがオンステージ未公開SP❷     | ―                               |
| 22   | 03月24日        | 宮城の名産品を東京に広めよう                               | らー神 心温                     |
| 23   | 04月07日        | 新入社員オーディション❶                                    | ―                               |
| 24   | 04月14日        | 新入社員オーディション❷                                    | ―                               |
| 25   | 04月21日        | 新入社員オーディション❸                                    | ―                               |
| 26   | 05月12日        | カナメストーン東峰母と狩野さんの確執を解こう               | ―                               |
| 27   | 05月19日        | かのおが便利麺スペシャル                                   | ふじやま／こいけ屋              |
| 28   | 06月02日        | シャイなヤクルトレディを指導しよう                         | ―                               |
| 29   | 06月09日        | 自転車に乗りたい男の子を熱血指導しよう                     | ―                               |
| 30   | 06月23日        | 超人気ラーメン店「みずさわ屋」で修行しよう                 | みずさわ屋                      |
| 31   | 06月30日        | 狩野さんの地元・栗駒をぶらりしよう                         | チラナイサクラ（東京）          |
| 32   | 07月07日        | かのおがベニー鯨団                                         | ―                               |
| 33   | 07月14日        | ビアガーデンを盛りあげよう                                 | ―                               |
| 34   | 07月28日        | ハーブ畑でスペアミントを摘もう                             | たかの食堂                      |
| 35   | 08月04日        | かわまちてらす閖上をぶらりしよう                           | ヌードルアトリエ・ウノ          |
| 36   | 08月18日        | チェリー吉武&千代川孝スペシャル                            | 麺屋れいじ                      |
| 37   | 08月25日        | 宮城峡蒸溜所をぶらりしよう                                 | ―                               |
| 38   | 09月01日        | 高校生のプレゼンを指導しよう＠一迫商業高校                 | 沼田商店 麺組                   |
| 39   | 09月15日        | どこまでものびる赤パンツをPRしよう                         | 浜一番                          |
| 40   | 09月22日        | 尾形社長のファンを探そう❶                                  | ―                               |
| 41   | 09月29日        | 尾形社長のファンを探そう❷                                  | ―                               |
| 42   | 10月06日        | 尾形社長のファンを探そう❸                                  | ―                               |
| 43   | 10月20日        | かのおが秋まつり①〜便利麺傑作選&オンステージ未公開トーク〜 | ―                               |
| 44   | 10月27日        | かのおが秋まつり②〜便利麺傑作選&オンステージ未公開トーク〜 | ―                               |
| 45   | 11月10日        | おばあちゃんの駄菓子屋を手伝おう                           | 成龍萬寿山                      |
| 46   | 11月24日        | 地元劇団にユーモアを足そう                                 | 麺屋 三味                       |
| 47   | 12月01日        | ポツンとドラム教室を救おう                                 | ―                               |
| 48   | 12月08日        | ハロウィンコスプレをしよう                                 | 麺香 れんげ                     |
| 49   | 12月15日        | 師走だよ! 便利麺スペシャル ❶                               | 中華そば 嘉一／丹心／麺や 遊大  |
| 50   | 12月22日        | 師走だよ! 便利麺スペシャル ❷                               | 五福星／拉麺勇気／麺屋 くまがい |

#### 2020年
| 話数 | 放送日          | 内容                                           | 便利麺（※傑作選は割愛）   |
| ---- | --------------- | ---------------------------------------------- | ------------------------- |
| 51   | 2020年 01月05日 | かのおが便利軒社歌をつくろう&品川さんと新年会  | ―                         |
| 52   | 01月19日        | かのおが宮城っ子クラブ〜ライス洸輔 編〜        | 中国めしや 竹竹           |
| 53   | 02月02日        | かのおが宮城っ子クラブ〜山谷花純 編❶〜         | じもん（東京）            |
| 54   | 02月09日        | かのおが宮城っ子クラブ〜山谷花純 編❷〜         | 新福菜館（東京）          |
| 55   | 02月16日        | 光のページェントで告白しよう                   | 麺房 大喜                 |
| 56   | 03月01日        | プロレスマスクに名前をつけよう                 | ラーメン スミス           |
| 57   | 03月08日        | 美容室で髪を切る子ども笑顔にしよう             | 天然だしラーメン 潮の音   |
| 58   | 03月15日        | ベガルタ仙台とサッカーしよう                   | ―                         |
| 59   | 03月22日        | 丸森町をぶらぶらしよう                         | ―                         |
| 60   | 04月05日        | タイムカプセルを発掘しよう（再）               | ―                         |
| 61   | 04月12日        | 長町ラーメンの前に置いてるハーレーにまたがろう | 長町ラーメン本店          |
| 62   | 04月19日        | 散らかりきった歯医者の院長室を改造しよう（再） | ―                         |
| 63   | 05月03日        | かのおが春の便利麺まつり&未公開トークSP❶       | ―                         |
| 64   | 05月10日        | かのおが春の便利麺まつり&未公開トークSP❷       | ―                         |
| 65   | 05月17日        | かのおがダンス体操を踊ろう                     | 麺煌 MOGAMI               |
| 66   | 05月24日        | プロレスマスクに名前をつけよう（再）           | ―                         |
| 67   | 05月31日        | ショートフィルム「ダテノ・ガッシーン」❶        | 鳳華                      |
| 68   | 06月07日        | ショートフィルム「ダテノ・ガッシーン」❷        | 桜木製麺所                |
| 69   | 06月14日        | 牛たん「喜助」スペシャル                       | なるほどらーめん          |
| 70   | 06月21日        | 荒町商店街にある謎の店を探検しよう（再）       | ―                         |
| 71   | 07月05日        | かのおが米をつくろう❶                          | みずさわ屋（2回目）       |
| 72   | 07月12日        | 尾形社長の番組愛を確かめよう                   | ―                         |
| 73   | 07月19日        | かのおがの宮城愛を確かめよう                   | 五福星（2回目）           |
| 74   | 07月26日        | 国際結婚した新婚夫婦のおうちへ行こう           | 自家製太麺 渡辺           |
| 75   | 08月02日        | シソ王子とコンサートしよう                     | 味の新宮                  |
| 76   | 08月09日        | 尾形社長のファンを探そう❶（再）                | ―                         |
| 77   | 08月16日        | 尾形社長のファンを探そう❷（再）                | ―                         |
| 78   | 08月23日        | かのおが米をつくろう❷                          | ま心 えんどう             |
| 79   | 08月30日        | 尾形社長・退院おめでとう 1時間スペシャル       | 中華そば さかうち         |
| 80   | 09月13日        | 町工場の新商品"水平さん"で遊ぼう               | 味噌ラーメン専門店 吟玉   |
| 81   | 09月20日        | かのおがの好感度を調査しよう                   | ―                         |
| 82   | 09月27日        | キッズダンサーの踊りを見よう                   | 中華仙臺そば まる真       |
| 83   | 10月04日        | レジェンドサッカー選手・財前さんと絡もう       | ―                         |
| 84   | 10月11日        | お笑いワークショップに潜入しよう               | 柳家 仙台東口店           |
| 85   | 10月18日        | ホヤを食べてみよう                             | 中華そば 蒼々             |
| 86   | 10月25日        | 女子アナの話を聞いてみよう                     | しぇんろん                |
| 87   | 11月01日        | 愛犬のカレンダーを作ろう                       | 濃厚鶏そば シロトリコ     |
| 88   | 11月08日        | 子ども部屋を模様替えしよう                     | 龍宝 たべにおいで         |
| 89   | 11月15日        | かのおが米をつくろう❸                          | 節系とんこつらぁ麺 おもと |
| 90   | 11月22日        | ずんだシロップでスイーツをつくろう             | 麺屋タカモト              |
| 91   | 11月29日        | YouTuber・ほーみーずとコラボしよう             | ―                         |
| 92   | 12月06日        | かのおが米をつくろう［終］                     | ―                         |
| 93   | 12月13日        | かのおがダンス体操グランプリ・ショート部門     | 中国料理 揚子江           |
| 94   | 12月20日        | かのおがダンス体操グランプリ・フリー部門       | らぁめん一番星            |

#### 2021年
| 話数 | 放送日          | 内容                                                        | 便利麺（※傑作選は割愛） |
| ---- | --------------- | ----------------------------------------------------------- | ----------------------- |
| 95   | 2021年 01月17日 | 書き初めをしよう                                            | ―                       |
| 96   | 01月24日        | サイコロトークをしよう                                      | ―                       |
| 97   | 02月07日        | 彦摩呂的食リポ講座「彦ペン先生の彦ペン塾」                  | 中華そば 煖々           |
| 98   | 02月14日        | JKが考えた松島ツアーに乗っかろう                            | ―                       |
| 99   | 02月21日        | 凱旋門ビルにいる伝説のドラマーとセッションしよう            | 担々麺 たかはし         |
| 100  | 02月28日        | 仙台牛PRショートフィルム「ダテノ・ウッシーン」❶             | 鳥中華 壱松             |
| 101  | 03月07日        | 仙台牛PRショートフィルム「ダテノ・ウッシーン」❷             | ―                       |
| 102  | 03月14日        | さよならかのおがオンステージ                                | ―                       |
| 103  | 03月21日        | 便利軒オンライン❶                                           | ―                       |
| 104  | 03月28日        | 便利軒オンライン❷+番組テーマソング「Oh！みやぎ」をつくろう❶ | だし廊 BUSHI            |
| 105  | 04月04日        | 第1回 尾形社長の予備オーディション❶                         | 麺屋 吉兆。             |
| 106  | 04月11日        | 第1回 尾形社長の予備オーディション❷                         | 中華そば あまのや       |
| 107  | 04月18日        | 愛され続けて67年大人気食堂「半田屋」スペシャル              | ―                       |
| 108  | 05月02日        | ボクらの便利軒【狩野英孝 × パンサー尾形 × ジャンポケ斉藤】  | 西屋ラーメン            |
| 109  | 05月09日        | 中学生とコラボコントで大爆笑                                | ―                       |
| 110  | 05月16日        | 築館高校弓道部スペシャル〜卒業する部長にサプライズ〜        | ―                       |
| 111  | 05月23日        | にらめっこ超人と対決しよう                                  | ―                       |
| 112  | 05月30日        | かのおが便利麺スペシャル                                    | 麺王道 勝／シェ☆シェ    |
| 113  | 06月06日        | 絶対に笑わない裁判長とにらめっこをしよう                    | ―                       |
| 114  | 06月20日        | SATAKE CUP〜宮城No.1フットゴルファー決定戦〜                | ―                       |
| 115  | 06月27日        | 番組テーマソング「Oh! みやぎ」をつくろう❷                   | らーめん増田や          |
| 116  | 07月04日        | アシカと人間、どっちが泳ぐの速い?〜仙台うみの杜水族館❶〜    | ラーメンみそ漢          |
| 117  | 07月11日        | サメに噛まれると痛いの?〜仙台うみの杜水族館❷〜              | 自家製麺 結び           |
| 118  | 07月18日        | 番組テーマソング「Oh! みやぎ」をつくろう［完成］            | ―                       |
| 119  | 08月01日        | 復活! 仙台七夕まつりを盛りあげよう                          | 自家製極太麺 みそ家     |
| 120  | 08月15日        | ベガルタ仙台の救世主!? サッカーぼうや❶                      | 一翔                    |
| 121  | 08月22日        | ベガルタ仙台の救世主!? サッカーぼうや❷                      | 中華そば かんじ         |
| 122  | 08月29日        | 夏の終わりのラーメン傑作選＆かのおたスペシャル              | ―                       |
| 123  | 09月12日        | 秋のラーメン傑作選&祝・狩野さん結婚スペシャル               | ―                       |
| 124  | 09月19日        | 仙台市民のソウルフード「北京餃子」SP!                       | ―                       |
| 125  | 09月26日        | 秋保の最新グランピング施設でTikTokバトル                    | ―                       |
| 126  | 10月03日        | 伝説のバーベキュー焼師にお肉を焼いてもらおう                | ―                       |
| 127  | 10月17日        | 宮城米「ひとめぼれ」コラボしよう                            | ―                       |
| 128  | 10月24日        | ギネス世界記録に挑戦! チェリー1グランプリ2021               | ガリデブチュウ          |
| 129  | 10月31日        | 大きいブックオフでコーデ対決をしよう                        | らぁ麵屋09。            |
| 130  | 11月07日        | 尾形貴弘、東松島に帰る❶〜ふるさと大使編〜                   | ―                       |
| 131  | 11月21日        | 尾形貴弘、東松島に帰る❷〜親友と再会編〜                     | ―                       |
| 132  | 11月28日        | 動物トリビアを探そうin八木山動物公園❶                       | ラーメン 煙             |
| 133  | 12月05日        | 動物トリビアを探そうin八木山動物公園❷                       | お食事処 えんまん亭     |
| 134  | 12月12日        | オガタイレブンが仙台朝市を救う❶                             | 仙臺くろく              |
| 135  | 12月19日        | オガタイレブンが仙台朝市を救う❷                             | 麺匠もみじ              |

#### 2022年
| 話数 | 放送日          | 内容                                                       | 便利麺（※傑作選は割愛）        |
| ---- | --------------- | ---------------------------------------------------------- | ------------------------------ |
| 136  | 2022年 01月16日 | 迎春! 尾形社長が野望を語る                                 | ―                              |
| 137  | 01月23日        | 20年前のタイムカプセルを探そう                             | ―                              |
| 138  | 02月13日        | 宮城のおつまみ「パパ好み」を解剖しよう                     | ―                              |
| 139  | 02月20日        | ぽっかぽかだよ! かのおが便利麺まつり                       | ―                              |
| 140  | 02月27日        | 日本酒に合う"おつまみ"をさがそう                           | たいらん                       |
| 141  | 03月06日        | ボウリングでストライクを取ってみよう                       | ―                              |
| 142  | 03月13日        | 春のうららの便利麺まつり                                   | ―                              |
| 143  | 03月20日        | SATAKE CUP〜天才野球少年とバッティング対決〜               | 網走ラーメン                   |
| 144  | 03月27日        | サウナ頂上決戦! 汗汁王子VSジャーマン加賀                   | つけ麺屋 しずく                |
| 145  | 04月03日        | やまびこ頂上決戦! 汗汁王子VS灼熱の漫談ロウリュウ師いずき   | 二代目 餅萬                    |
| 146  | 04月10日        | ご当地スーパー「ウジエ」を解剖しよう❶                      | ―                              |
| 147  | 04月17日        | ご当地スーパー「ウジエ」を解剖しよう❷                      | 麺屋 吉辰                      |
| 148  | 05月01日        | 音楽とアートの祭典! かのおがフェスin石巻                   | ―                              |
| 149  | 05月08日        | 台本ナシ! 全力ノーカットリポート                           | ―                              |
| 150  | 05月15日        | 史上初! オール宮城弁ロケ                                   | 金華山ラーメン                 |
| 151  | 05月29日        | ほやドル・萌江ちゃんの恋を応援しよう❶                      | ―                              |
| 152  | 06月05日        | ほやドル・萌江ちゃんの恋を応援しよう❷                      | ―                              |
| 153  | 06月19日        | 単身赴任するパパにサプライズパーティーをしよう             | ―                              |
| 154  | 06月26日        | ラーメン秘密結社「マルニ食品」に潜入                       | 太平楽                         |
| 155  | 07月03日        | 毛ガニ! 煙! 漆黒! 夏のラーメン傑作選                       | ―                              |
| 156  | 07月10日        | 宮城の顔は尾形貴弘だ! 第1回みやぎ絆大使チェック            | ―                              |
| 157  | 07月17日        | 第2の彦摩呂は俺だ! 彦-1グランプリ2022❶                     | ―                              |
| 158  | 07月24日        | 第2の彦摩呂は俺だ! 彦-1グランプリ2022❷                     | ―                              |
| 159  | 07月31日        | たすけて! ダテノ・ガッシーン!〜献血PR 編〜                 | ―                              |
| 160  | 08月07日        | 宮城発! 冷やし中華&マーボー焼きそばSP+尾形モノマネ芸人降臨 | 中国料理 龍亭／中国菜館 まんみ |
| 161  | 08月21日        | 日本一の廻鮮寿司「塩釜港」スペシャル❶                      | 焼肉 泰山                      |
| 162  | 08月28日        | 日本一の廻鮮寿司「塩釜港」スペシャル❷                      | ―                              |
| 163  | 09月11日        | ナス! あっさり! こってり! 三つ子! 秋のラーメン傑作選!      | ―                              |
| 164  | 09月25日        | 保育士さんの究極フォトを激写しよう                         | 春潮楼                         |
| 165  | 10月02日        | 仙台放送60周年記念! 番組対抗クイズまつり①                  | ―                              |
| 166  | 10月09日        | 仙台放送60周年記念! 番組対抗クイズまつり②                  | ―                              |
| 167  | 10月16日        | 仙台放送60周年記念! 番組対抗クイズまつり③                  | ―                              |
| 168  | 10月23日        | 世界一ウットリする楽器! ハンドパンを奏でよう               | ―                              |
| 169  | 10月30日        | かのおが流ハロウィン 宮城のゾッとする話を聞こう            | ―                              |
| 170  | 11月06日        | 青春全力応援! 中学生とギネスチャレンジ                     | 拉麺 そらたつ                  |
| 171  | 11月20日        | 東北のアニキ・尾形貴弘、一世一代の超高額ショッピング       | 中華麺亭 むらさき屋            |
| 172  | 11月27日        | 尾形貴弘、芸能生活20周年記念ツアー❶〜おっぱい&堀内孝雄編〜 | ―                              |
| 173  | 12月04日        | 尾形貴弘、芸能生活20周年記念ツアー❷〜グレートホーン編〜    | ―                              |
| 174  | 12月11日        | 「かのおががパクられた!?」疑惑の放送局tvk一斉捜査          | ―                              |
| 175  | 12月18日        | 横浜中華街を全力ぶらりスペシャル                           | ―                              |

#### 2023年
| 話数 | 放送日          | 内容                                                          | 便利麺（※傑作選は割愛） |
| ---- | --------------- | ------------------------------------------------------------- | ----------------------- |
| 176  | 2023年 01月15日 | チェリー吉武さんと新春放談しよう                              | ―                       |
| 177  | 01月22日        | かのおがと介護の"いま"を学ぼう                                | 麺や あがつま           |
| 178  | 02月05日        | 仙台名物・喜久福を魔改造してみよう                            | 麵屋とがし              |
| 179  | 02月12日        | マイナビ仙台レディースとコラボしよう                          | 辛麺 天辛降臨           |
| 180  | 02月19日        | ぽかぽかラーメン&ひやひやトークSP                             | ―                       |
| 181  | 02月26日        | SATAKE CUP〜伝説のGKマサトとPK対決〜                          | ―                       |
| 182  | 03月05日        | 14歳JCミイナと曲をつくろう                                    | Tha Chang               |
| 183  | 03月12日        | 独占! ほやドル萌江ちゃんの恋は今…                             | ―                       |
| 184  | 03月19日        | マジシャン界の尾形を魔改造                                    | ―                       |
| 185  | 03月26日        | 「娘と空手がやりたい…」パパの押忍押忍瓦割り                   | ―                       |
| 186  | 04月02日        | 5周年突入記念! オールスターらずもネェ感謝祭❶                  | ―                       |
| 187  | 04月09日        | 5周年突入記念! オールスターらずもネェ感謝祭❷                  | ―                       |
| 188  | 04月16日        | 5周年突入記念! オールスターらずもネェ感謝祭❸                  | ―                       |
| 189  | 04月30日        | 田村淳Presents キャンピングカーかのおが便利号 A GO GO!        | 麺匠 玄龍               |
| 190  | 05月07日        | 昭和ガールVS令和男のピンポン対決                              | 麺屋 LUSH               |
| 191  | 05月21日        | かのおが便利麺100軒目SP! 仙台最後の屋台ラーメン「大分軒」     | 大分軒                  |
| 192  | 05月28日        | 初夏の便利麺コレクション／尾形、アパレルに手を出すの巻        | ―                       |
| 193  | 06月04日        | 狩野さん、ぜひ会ってほしい人がいるんです。                    | ―                       |
| 194  | 06月18日        | 彦ペン先生のヒコウマい店❶〜表参道「La CHIARA」〜              | ―                       |
| 195  | 06月25日        | トレンディエンジェルたかしをイケメンに大変身させよう          | ―                       |
| 196  | 07月02日        | 彦ペン先生のヒコウマい店❷〜渋谷「ホルモン千葉」〜             | ―                       |
| 197  | 07月09日        | 楽天コラボ❶デートコースリサーチin楽天モバイルパーク宮城       | ―                       |
| 198  | 07月16日        | 楽天コラボ❷かのおが全力セレモニアルピッチ                     | ―                       |
| 199  | 07月30日        | OH! バンデス大反省会&キャンピングカー「かのおが便利号」       | ―                       |
| 200  | 08月06日        | 200回記念! 宮城のボス・宗さんがやってきたスペシャル           | ―                       |
| 201  | 08月13日        | かのおがのマドンナ! ナナパンにサプライズどら焼を贈ろう        | 豊園                    |
| 202  | 08月20日        | 大自然! 蔵王のどまんなかで"かのおがの夏休み"❶〜毛刈り編〜     | ―                       |
| 203  | 08月27日        | 大自然! 蔵王のどまんなかで"かのおがの夏休み"❷〜サウナ&BBQ編〜 | ―                       |
| 204  | 09月10日        | 長月の便利麺カーニバル                                        | ―                       |
| 205  | 09月17日        | レフティー尾形のオーバー・ザ・トップ                          | ―                       |
| 206  | 09月24日        | かのおたSP〜マッチョマッチョマッチョマンの"あと"を決めよう〜  | ―                       |
| 207  | 10月01日        | 尾形像をつくろう❶〜下書き編〜                                 | 麺牛ひろせ              |
| 208  | 10月08日        | 一筆入魂! 書道ガールズと全力コラボ                            | ―                       |
| 209  | 10月15日        | 花山合宿ぶらり探訪スペシャル                                  | ―                       |
| 210  | 10月22日        | かのおが×アウトドア日和 コラボCAMPスペシャル                  | ―                       |
| 211  | 10月29日        | 映画「さよなら ほやマン」公開記念スペシャル                   | あはれ                  |
| 212  | 11月19日        | パンサーの"頭脳"緊急参戦! 塩釜水産物仲卸市場スペシャル        | ―                       |
| 213  | 11月26日        | 尾形像をつくろう❷〜顔面リテイク編〜                           | らーめんONE             |
| 214  | 12月03日        | 年末! 便利麺カーニバル／緊急開催! 尾形さがしゲーム            | ―                       |
| 215  | 12月10日        | 歌声よ響け! こども合唱団の復活コンサート                      | ―                       |
| 216  | 12月17日        | がんばれ! マイナビ仙台レディースSP                            | ―                       |

#### 2024年
| 話数 | 放送日          | 内容                                                       | 便利麺（※傑作選は割愛） |
| ---- | --------------- | ---------------------------------------------------------- | ----------------------- |
| 217  | 2024年 01月07日 | クセスゴラーメン祭／尾形社長VS視聴者"大喜利"バトル開催!    | ―                       |
| 218  | 01月14日        | 宮城発祥! 和風レストラン「まるまつ」の世界                 | ―                       |
| 219  | 01月21日        | 宮城発祥! 和風レストラン「まるまつ」の世界［完結編］       | ―                       |
| 220  | 02月04日        | 楽天・岡島選手がやってきたスペシャル                       | らーめんの千草          |
| 221  | 02月11日        | 仙台PARCO一日プロデューサー                                | ―                       |
| 222  | 02月18日        | 輝く! 半田屋アワード2024                                   | ―                       |
| 223  | 02月25日        | 輝く! 半田屋アワード2024［完結編］                         | ―                       |
| 224  | 03月03日        | かのおが便利軒、全国ネット放送決定!                        | ほのぼんヌードルズ      |
| 225  | 03月17日        | サンキュー! ありがとう仙台フォーラス                       |                         |
| 226  | 03月24日        | 「がんばれ! かりのくん」かのおた増刊号                     | 水原製麺                |
| 227  | 03月31日        | かのおがスーツをつくろう!                                  |                         |
| 228  | 04月07日        | ヒコウマい店2024〜とり花〜                                 |                         |
| 229  | 04月14日        | 旅立つ友とのラストコンサートをプロデュース!                |                         |
| 230  | 04月28日        | 妻をやさしかったころのクミちゃんにもどしてほしい           |                         |
| 231  | 05月05日        | 妻をやさしかったころのクミちゃんにもどしてほしい［完結編］ | つけうどん 朱華         |
| 232  | 05月19日        | ヒコウマい店2024〜うなぎや せきの〜                        |                         |
| 233  | 05月26日        | since1928! パンの石井屋スペシャル!                         |                         |
| 234  | 06月02日        | 緊急会見!かのおが全国ネット直前スペシャル                  | BIRD MAN                |
| 235  | 06月16日        | 狩野×尾形のクロストーク「かのおた」特大号                  | えびそば えび助         |
| 236  | 06月23日        | かのおが全国版“延長戦”スペシャル                           |                         |
| 237  | 06月30日        | 幻の生命体“ツケネ”捜査網in気仙沼                           |                         |
| 238  | 07月07日        | 幻の生命体“ツケネ”捜査網in気仙沼 THE FINAL                 |                         |
| 239  | 07月14日        | 夏にすすりたい!宮城ラーメン傑作スペシャル                  |                         |
| 240  | 07月28日        | 日曜ドライブ人生相談～JK編～                               | 麺そ～れ～ 護地楽屋     |
| 241  | 08月04日        | 日曜ドライブ人生相談～JP編～                               | 麺ゆるり                |
| 242  | 08月11日        | 山田フレンドヨーグルトスペシャル                           |                         |
| 243  | 08月18日        | こどもまなびてれび～アイスクリーム編～                     | 味見処 光庵             |
| 244  | 08月25日        | 福島の桃「あかつき」スペシャル!                            |                         |
| 245  | 09月08日        | あんかけ焼きそば頂上決定戦「きむ-1グランプリ2024」         |                         |
| 246  | 09月15日        | ㊗多賀城創建1300年記念スペシャル                           | はてな 多賀城本店       |
| 247  | 09月22日        | ㊗6周年!狩野が選ぶ“かのおが”ベスト3                        |                         |
| 248  | 09月29日        | ㊗6周年!尾形社長が選ぶ“かのおが”ベスト3                    |                         |
| 249  | 10月06日        | 超満員!かのおたスペシャルinみやぎ元気まつり                | 中華食堂 一富士         |
| 250  | 10月13日        | 夏だ!サマージャンボ音波割り                                |                         |
| 251  | 10月20日        | さあ、ラーメンを食べよう便利麺まつり2024秋                 |                         |
| 252  | 10月27日        | 秋の名物!はらこめしの“ご先祖様”が復活!?                    |                         |
| 253  | 11月17日        | 愛され和菓子「くじらもなか」の危機を救え!                  |                         |
| 254  | 11月24日        | 世界王者とラーメンを食べよう!                              |                         |
| 255  | 12月01日        | かのおが“愛”を賭けろ!ラブベガス2024～鳩編～                |                         |
| 256  | 12月08日        | かのおが“愛”を賭けろ!ラブベガス2024～押忍編～              |                         |
| 257  | 12月15日        | 仙台89ERS全力応援SP～ハグ編～                              |                         |
| 258  | 12月22日        | 仙台89ERS全力応援SP～ビクトリーマッチョマン編～            |                         |

#### 2025年
| 話数 | 放送日          | 内容                                                       | 便利麺（※傑作選は割愛） |
| ---- | --------------- | ---------------------------------------------------------- | ----------------------- |
| 259  | 2025年 01月12日 | かのおが便利軒 大新年会～あひる編～                        |                         |
| 260  | 01月19日        | かのおが便利軒 大新年会～てつや編～                        |                         |
| 261  | 02月02日        | エビ!鴨!ソーキ!便利麺カーニバル2025～冬～                  |                         |
| 262  | 02月09日        | 彦摩呂のはじめてグルメいただきま～す                       |                         |
| 263  | 02月16日        | 中継リポートバトル in 道の駅「東松島」～よもぎ餅と駅長編～ |                         |
| 264  | 02月23日        | 中継リポートバトル in 道の駅「東松島」～ちょげちょげ編～   |                         |
| 265  | 03月02日        | 自動車販売「アベカツ」とコラボ動画in石巻                   |                         |
| 266  | 03月09日        | 汗汁王子のお悩みデトックス                                 |                         |
| 267  | 03月16日        | あなたはガッツリ派?あっさり派?春の便利麺カーニバル         |                         |
| 268  | 03月23日        | 狩野英孝、武器を爆買いするの巻                             |                         |
| 269  | 03月30日        | お引っ越し直前!お蔵映像大放出スペシャル                    |                         |

### 土曜時代

#### 2025年
| 話数 | 放送日          | 内容                                               | 便利麺（※傑作選は割愛） |
| ---- | --------------- | -------------------------------------------------- | ----------------------- |
| 270  | 2025年 04月05日 | 石巻で愛され99年…粟野蒲鉾店を救え!                 |                         |
| 271  | 04月12日        | カノウマい店で彦ペン先生をおもてなし祭!            |                         |
| 272  | 04月19日        | カノウマい店で彦ペン先生をおもてなし祭!            |                         |
| 273  | 04月26日        | かのおが便利軒スペアの裸たるみこし                 |                         |
| 274  | 05月03日        | 俳優・渡邊圭祐 初登場!なべもえ便利軒               |                         |
| 275  | 05月10日        | 続・なべもえ便利軒 仙台在住の食品サンプル作家とは? |                         |
| 276  | 05月17日        | 祝50周年!味の牛たん 喜助を徹底解剖                 |                         |
| 277  | 05月24日        | 祝50周年!味の牛たん 喜助を徹底解剖                 |                         |
| 278  | 05月31日        | 全国ネット直前!緊急記者会見SP                      |                         |
| 279  | 06月07日        | スゴ腕ビリヤード少女を全力応援!                    |                         |
| 280  | 06月14日        | 全国ネット延長戦!八丈島編                          |                         |
| 281  | 06月21日        | 全国ネット延長戦!秘湯編                            |                         |
| 282  | 06月28日        | SUSHI MAKING SHOW                                  |                         |
| 283  | 07月05日        | ラーメン×焼肉の二刀流&かのおたSP編                 |                         |
| 284  | 07月12日        | かのおが便利号 THE SECOND編                        |                         |
| 285  | 07月19日        | テレビ初!尾形社長の新居ルームツアー編              |                         |
| 286  | 07月26日        | 宮城生まれの“お笑い秘密兵器”を大発掘SP!編          |                         |
| 287  | 08月02日        | オーケストラ全力挑戦!編                            |                         |
| 288  | 08月09日        | 毎日食べたい!大人の中華そば&かのおたSP             |                         |
| 289  | 08月16日        | でんじろう先生の大実験!完全版編                    |                         |

## 放送局
レギュラー放送
| 放送対象地域 | 放送局       | 系列           | 放送日時                | 放送期間                    | 備考 |  |
| ------------ | ------------ | -------------- | ----------------------- | --------------------------- | --- |  |
| 宮城県       | 仙台放送     | フジテレビ系列 | 日曜12時55分 - 13時25分 | 2018年9月16日 -             | 制作局 再放送：水曜 24時55分 - 25時25分（本放送の3日後）                                                     |  |
| 神奈川県     | テレビ神奈川 | 独立局         | 木曜25時30分 - 26時00分 | 2022年7月7日 -2024年7月25日 | 「依頼No.97」から放送開始 「依頼No.210」で放送打ち切り ※全国特番放送に合わせ 「依頼No.224」のみ24年5月に放送 |  |
| 広島県       | テレビ新広島 | フジテレビ系列 | 火曜25時25分 - 25時55分 | 2023年7月18日 -             | 「依頼No.158」から放送開始                                                                                   |  |
| 愛知県       | 東海テレビ   | フジテレビ系列 | 火曜25時07分 - 25時34分 | 2024年10月1日 -             | |  |

- 2020年10月から、TVerおよびFODでの見逃し配信が開始された。

## スタッフ
- ナレーション：吉岡茉祐 [237]、下山由城、飯田菜奈（仙台放送アナウンサー）
- 構成：下川悟
- CAM：高橋明広
- 技術アシスタント：後藤和功、町屋航星
- 音声・MA：安永友行、吉野靖丈、梅木渉
- タイトルロゴ・WEB：高橋哲平（SQUAT DESIGN）
- CG：菊地渉、村上香
- オープニング制作：まつぽい清野
- 編集：マル田中、橋本健司
- スタイリスト：岩田麻衣子、小松千草、小和田千穂
- 技術協力：トラストネットワーク
- 広報：松本章太、松田みつき
- 編成：高橋肇、佐藤大輔
- 制作：檜谷礼依子、野田梓左
- ディレクター：丹野洸兵、高橋範行、小林留果
- 演出：デモ田中
- プロデューサー：三浦英成、須田敬介、有馬顕
- 統括：菊池章博
- 制作協力：カーディナル、エル・エー
- 企画：リベラス
- 制作著作：仙台放送

## 過去のスタッフ
- ナレーション：牧広大（仙台放送アナウンサー）
- CAM：高橋智明、福田照夫、月村圭、板村伸太朗
- 技術アシスタント：萱場祥夫、嶺岸こすも、長内崇、武者喜恵、玉那覇実夢、安藤勇哉
- 音声・MA：川上裕彦、稲見勝
- CG：清野雅敏、小野寺貴文、菅井操、高城純子
- オープニング制作：入江充臣
- 音効：四元慧也
- オフライン編集：遠藤香代子
- 編成：大山吉剛、高橋亮
- AD：諸見亮二、井坂光郎、村岡悠太、石塚洋平、他無数
- ディレクター：岩渕直仁、小林沙希
- チーフプロデューサー：高原オガリー康弘
- 統括：篠原研司